# Onthophagus medorensis
Onthophagus medorensis är en skalbaggsart som beskrevs av Brown 1929. Onthophagus medorensis ingår i släktet Onthophagus och familjen bladhorningar. Inga underarter finns listade i Catalogue of Life.